# فرح جميع الحزانى
فرح جميع الحزانى أو ابتهاج جميع المهمومين هو لقب يطلق على والدة الإله مريم في الكنائس الشرقية بفرعيها الأرثوذكسي والكاثوليكي. ويذكر أن منشأ تكريم هذه الأيقونة كان في الكنيسة الروسية قبل إدخالها إلى التقاليد البيزنطية.

## الأيقونة
تجسد أيقونة فرح جميع الحزانى والدة الإله مريم بطريقة محددة، حاملة صولجانا بيمناها وابنها، يسوع الطفل، إلى كتفها الأيسر (أحيانا تكون وحدها) وواقفة تحته في الوقت ذاته، كملك في السماء. تصور الأيقونة ملاكين حاملين صولجاني ريبيدا يظللان السيدة المحاطة بجموع من المؤمنين السائلين عونها والطالبين منها الفرح في كربهم.
تُكرس تراتيل خاصة للثيوتوكوس للاعتراف بدورها في منح الأمل والخلاص إلى العالم، وعليه، تصير الفرح لكل الحزانى والمهمومين:

## التبجيل
تحمل عديد الكنائس اسم "فرح جميع الحزانى" في روسيا وكازاخستان وأوكرانيا والولايات المتحدة وفرنسا وغيرها، ويُعيد للأيقونة العجائبية في 6 نوفمبر (الموافق لـ24 أكتوبر يولياني) من كل عام في الكنائس الأرثوذكسية.

## وصلات خارجية
- طروبارية أيقونة والدة الإله فرح جميع الحزانى باللغة الروسية